# Algazino
Algazino (em russo: Алгазино) é uma aldeia da Chuváchia (Rússia), no raïon Vournarskij.

## Comunicações
Há televisão por satélite, na ausência de televisão a cabo. Recebe transmissões da Radio Ciuvascia e Rádio Nacional Chuváchia.

## Pessoas notáveis
- Praski Vitti (1936), pintor